# Roger Dickinson-Brown
Roger Dickinson-Brown est un poète, auteur et universitaire américain né en 1944 et mort en 2015, écrivant en anglais et en français. Après avoir étudié avec Yvor Winters à l'université Stanford, il a publié et diffusé des poèmes et des critiques (Song, The Southern Review , World Order, WONO-FM...) dans les années 1970, et vit depuis 1976 en France.
En 1976, Robert Hayden, Poet Laureate Consultant in Poetry to the Library of Congress, a écrit que Dickinson-Brown « is a gifted poet who has begun to attract favorable attention » (« est un poète doué qui a commencé à attirer une attention favorable ») et que « he has distinguished himself as a teacher of creative writing and modern poetry » (« il s’est distingué en tant que professeur de poésie moderne et de création littéraire »). La totalité du livre Jonathan: A Death Miscellany a été mise sur les ondes de WONO-FM (New York) en avril 1976. 
Après avoir quitté les États-Unis, sa conception de l'édition se modifie : il ne cherche plus à être publié de façon conventionnelle et commerciale, ne voulant laisser à sa mort que la quintessence de son œuvre. Refusant le romantisme et "la cage de l'ego", dans laquelle il estime que nombre d'artistes et écrivains se réfugient, seul le sujet d'un poème ou d'un texte a de la valeur. Ses œuvres, tant sur le plan stylistique que moral ou philosophique, sont simples, traditionnelles et directes.

## Œuvre

### Poésie
- Jonathan: A Death Miscellany (1974)
- The Dilapidated Heart: Poems 1965-2003 (2004) (partiellement en français, majoritairement en anglais)
- Bread and Wine: Poems 1988-2009 (2009) (partiellement en français, majoritairement en anglais)
- Catullus & Martial: Translations & Imitations (2011) (partiellement en français, majoritairement en anglais)

### Prose
- Three French Murder Mysteries (2005)
- Notes pour mes petits-enfants / Notes for My Grandchildren (2008) (bilingue français-anglais)
- Ragtime (seconde édition, 2012) (bilingue français-anglais)
- Better English Than Yours: A Little Guide to Good English and All That (2013)

### Autres ouvrages
- The Art of Edmund Waller: A Technical and Prosodical Analysis (1976)
- Lire la presse en anglais, avec Guy de Dampierre, Éditions Alistair (1999)
- Ecrire en anglais, avec Guy de Dampierre, Casteilla (2007)